# Prudno
Prudno – dawna wieś na Białorusi, w obwodzie grodzieńskim, w rejonie świsłocki, w sielsowiecie Świsłocz. Leżała około 4 km na południe od Andrzejewiczy. Obecnie tereny te należą do wsi Montowty.
Dawny chutor dóbr Andrzejewicze. W dwudziestoleciu międzywojennym miejscowość leżała w Polsce, w województwie białostockim, w powiecie wołkowyskim, w gminie Mścibów. 16 października 1933 miejscowość utworzyła gromadę w gminie Mścibów. Po II wojnie światowej weszła w struktury ZSRR.
Obecnie po miejscowości nie pozostało nic.